# Meester van het Amsterdamse sterfbed van Maria

Het sterfbed van Maria. Ca. 1500. Olieverf op paneel. 59 × 78 cm. Amsterdam, Rijksmuseum Amsterdam.

Meester van het Amsterdamse sterfbed van Maria is de noodnaam van een tot nu toe onbekende kunstschilder uit 15de of 16de eeuw, die werkzaam was in de noordelijke Nederlanden, mogelijk in Amsterdam of Utrecht.
De naam van de meester verwijst naar het schilderij in het Rijksmuseum Amsterdam van zijn hand waarop het overlijden van Maria wordt afgebeeld. Hij wordt ook wel aangeduid als Meester van het Hofje van de Zeven Keurvorsten, verwijzend naar de instelling die het schilderij aan het Rijksmuseum verkocht. Het tafereel toont een typisch Hollands interieur, waarin het sterfbed wordt omgeven door de discipelen van Jezus.
Andere werken die aan deze meester worden toegeschreven zijn Het laatste avondmaal en De opstanding van Christus, beide uit omstreeks 1505 en beide in het Rijksmuseum Amsterdam.